# Kiihalvön
Kiihalvön (紀伊半島 Kii Hantō?) är en av de största halvöarna på ön Honshu i Japan.
Wakayama prefektur upptar större delen av området inklusive hela södra delen. Nordväst om Wakayama prefektur ligger Osaka prefektur, vars södra del ligger på halvön. Öster om Osaka prefektur ligger den till fastlandet slutna Nara prefektur och längre österut Mie prefektur.
På halvön finns världsarvet Heliga platser och pilgrimsvägar i Kiibergen.
Förutom världsarvet finns här också:
- Nara, Japans forntida huvudstad
- Wakayama, förr hem för Kii Tokugawaklanen
- Matsusaka, idag centrum för köttproduktion, tidigare centrum för Iseköpmän
- Ise, platsen för den stora helgedomen Ise och ett centrum för pärlproduktion
- Iga, omtalad för sina ninjasoldater. Ofta kallad "Igaueno".
- Yoshinodistriktet, ett skogklätt naturområde med brant stupande berg.
- Shiono, ön Honshus sydligaste plats